# 朝鲜逃兵越境枪杀中国人事件
朝鲜逃兵越境枪杀中国人事件事发于2014年12月27日晚，朝鲜的一名逃兵持枪非法闯入与朝鲜边境接壤的吉林省延边朝鲜族自治州和龙市的一个村庄，枪杀4名中華人民共和国公民后逃逸，当日午夜该朝鲜士兵就被中華人民共和国警方击伤后抓获。 这名杀死中国边民的朝鲜士兵因医治无效死亡。

## 事发经过
一名26岁朝鲜逃兵偷走手枪，于2014年12月27日闯入吉林延边和龙市南坪镇南坪村实施抢劫杀人。
27日18时左右，这名持有手枪和匕首的朝鲜士兵进入60岁的朝鲜族村民家中，杀死正在家中的许雨龙夫妇。接着这名士兵又进入70岁另一民居家中，并殴打李仓禄夫妇，之后将他们杀害。据了解，遇害的两夫妇均为朝鲜族人，其子女均在韩国打工。
在杀害四人前，他还闯进70岁的车某家，抢劫少许的人民币和冰箱中的猪肉，并食用了食物后再次逃离。事发后的车某身心均受到了严重惊吓。

## 抓捕过程
该朝鲜士兵在杀害4人后就逃往图们江上游，于12月28日午夜前后在釜洞沟村的山谷遭到中国边防部队和警察的枪击，其腹部中枪后被抓捕并送往和龙市的医院接受治疗，随后因抢救无效死亡。
中華人民共和国政府对待在边境上发生的朝鲜军人杀死中華人民共和国公民的事件是非同寻常，已经在随后的时间向事发的南坪村派遣了省市的警察及武装部队进行调查。而事发后的朝鲜也重新调整了边防守卫。

## 消息证实
5日，多家媒体记者向当地的公安、民政部和边防部队打探有关事件的消息，而多名工作人员均以各种理由回绝了采访要求，仅有吉林省公安厅宣传部门从侧面印证了事件的真实性，但也不愿意过多透露事件的经过和案件的进展情况等。
中华人民共和国外交部发言人回答记者的解释为“中方已向朝方提出交涉。公安部门正依法处理该案。”7日，外交部确认，朝方对这个事件表示遗憾，对受害者家属表示慰问。中朝两国主管部门正进行后续调查和处理。

## 2015年的事件
这发生於2015年4月24日的另一起事件，从朝鲜非法越境的三名朝鲜军人进入了中国吉林省和龙市，并用凶器杀害3名中国人后逃走。和龙市政府于29日在官方微博上证实，当地发生了命案，3人死亡，事件还处于调查中。然而，微博未表明嫌疑人的身份。此外，中华人民共和国外交部在29日的新闻发布会上也证实和龙市发生的刑事案件。